# Знаки поштової оплати України 2019

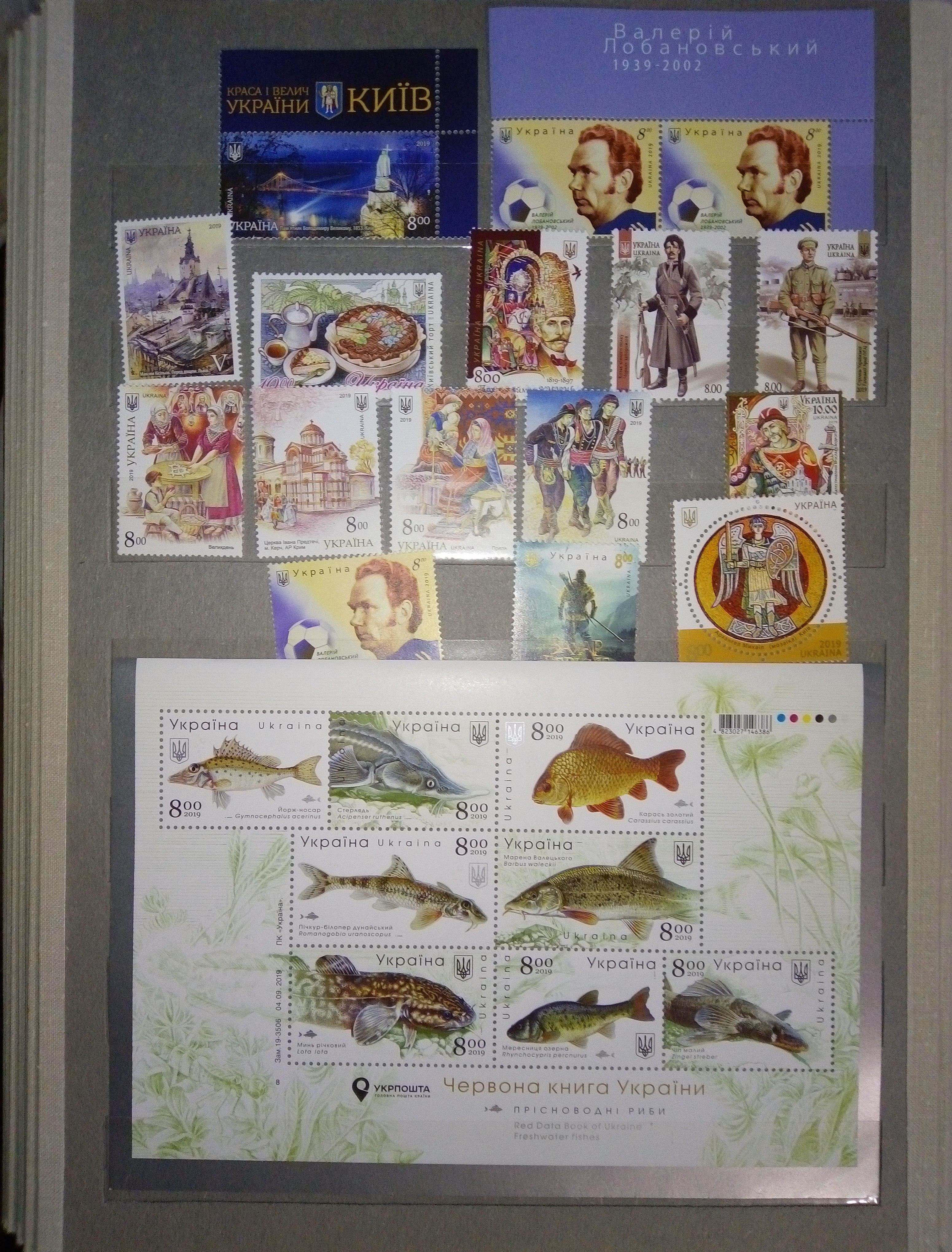
Знаки поштової оплати України 2019

Знаки поштової оплати України 2019 — перелік поштових марок, введених в обіг Укрпоштою у 2019 році.
2019 року було випущено 85 поштові марки, у тому числі 85 комеморативних (пам'ятних) поштових марок та 0 стандартні поштові марки.
Відсортовані за датою введення.

## Список комеморативних марок
| № у каталозі                       | Зображення | Опис та джерело | Номінал              | Дата введення в обіг   | Тираж   | Дизайн                          |
| ---------------------------------- | ---------- | --- | -------------------- | ---------------------- | ------- | ------------------------------- |
| № 1718                             |            | Марка «100 років проголошення Акта Злуки УНР — ЗУНР» | 8,00 гривні          | 22 січня 2019 року     | 130 000 | О. Верменич                     |
| Блок В_169: (№ 1719)               |            | Блок «Кімерійці. Культурні епохи України» з однієї марки: - № 1719 «Кочові племена воїнів-вершників» | 30,00 гривень        | 27 лютого 2019 року    | 30 000  | Харук Олександр та Харук Сергій |
| № 1720 № 1721 № 1722 № 1723        |            | Марки серії «Кохання — це…»: - «Кохання — це… присвятити їй пісню» - «Кохання — це… пригощати його варениками» - «Кохання — це… втамувати його спрагу» - «Кохання — це… дарувати їй квіти» | 8,00 гривні          | 6 березня 2019 року    | 30 000  | Автор: Богдан Савлюк            |
| № 1724                             |            | Марка «70 років Раді Європи (Наші Права, наші Свободи, наша Європа)» | 8,00 гривні          | 15 березня 2019 року   | 130 000 | Немає даних                     |
| № 1725                             |            | Марка «Європейський суд з прав людини» | 8,00 гривні          | 15 березня 2019 року   | 130 000 | Немає даних                     |
| № 1726                             |            | Марка «Олександр Вертинський. 1889—1957» | 8,00 гривні          | 21 березня 2019 року   | 130 000 | Василь Василенко                |
| № 1727                             |            | Серія «Національні меншини в Україні. Греки»: - Марка «Церква Івана Предтечі, м. Керч, АР Крим» | 8,00 гривні          | 22 березня 2019 року   | 130 000 | Микола Кочубей                  |
| № 1728                             |            | Серія «Національні меншини в Україні. Греки»: - Марка «Великдень» | 8,00 гривні          | 22 березня 2019 року   | 130 000 | Микола Кочубей                  |
| № 1729                             |            | Серія «Національні меншини в Україні. Греки»: - Марка «Пряля» | 8,00 гривні          | 22 березня 2019 року   | 130 000 | Микола Кочубей                  |
| № 1730                             |            | Серія «Національні меншини в Україні. Греки»: - Марка "Танок «Серра» | 8,00 гривні          | 22 березня 2019 року   | 130 000 | Микола Кочубей                  |
| № 1731 № 1732 № 1733               |            | Поштові марки «Федір Кричевський. 1879—1947»: - Марка «Ф. Кричевський. Триптих „Життя“ (Любов). 1925—1927». - Марка «Ф. Кричевський. Триптих „Життя“ (Сім'я). 1925—1927». - Марка «Ф. Кричевський. Триптих „Життя“ (Повернення). 1925—1927». | 3 х 8,00 гривні      | 12 квітня 2019 року    | 130 000 | Немає даних                     |
| № 1734                             |            | Марка «Валерій Лобановський. 1939—2002» | 8,00 гривні          | 18 квітня 2019 року    | 130 000 | Василь Василенко                |
| № П-23                             |            | Проект «Власна марка»: - Поштова марка персоніфікована Логотип Укрпошти - Поштова марка персоніфікована Валерій Лобановський | Літерний номінал «V» | 19 квітня 2019 року    | 280 000 | Немає даних                     |
| № 1735—1745                        |            | Марковий аркуш серії «Українська абетка»: - «П (Півень)»; - «С (Сорока)»; - «Л (Лисиця)»; - «І (Індик)»; - «К (Кіт)»; - «М (Миша)»; - «Н (Носоріг)»; - «О (Олень)»; - «Ї (Їжак)»; - «Й (Йорж)»; - «Р (Рак)». | 11 х 8,00 гривні     | 26 квітня 2019 року    | 35 000  | Кость Лавро                     |
| № 1746                             |            | Марка «Київський торт» | 10,00 гривні         | 17 травня 2019 року    | 130 000 | Юліка Правдохіна                |
| № 1747                             |            | Марка «Europa. Лелека білий (Ciconia ciconia)» | Літерний номінал «Z» | 22 травня 2019 року    | 130 000 | Наталія Кохаль                  |
| № 1748                             |            | Марка «Europa. Соловейко східний (Luscinia luscinia)» | Літерний номінал «Z» | 22 травня 2019 року    | 130 000 | Наталія Кохаль                  |
| № 1751                             |            | Марка «Пам'ятник Володимиру Великому. 1853. Київ» | 8,00 гривні          | 25 травня 2019 року    | 130 000 | Олександра Калмикова            |
| Блок В_172: (№ 1752—1756)          |            | Блок «Краса і велич України. Київ»: - № 1752 «Андріївська церква, XVIII ст. Київ»; - № 1753 «Пам'ятник Богдану Хмельницькому, 1888. Київ»; - № 1754 «Краєвид Києва»; - № 1755 «Будинок Городецького, 1901—1903. Київ»; - № 1756 «Андріївський узвіз. Київ». | 5 x 8,00 гривні      | 25 травня 2019 року    | 30 000  | Олександра Калмикова            |
| № 1757                             |            | Серія «Збройні формації Української революції 1917—1921 років»: - «Стрілець Української Галицької Армії (УГА)» | 8,00 гривні          | 9 червня 2019 року     | 130 000 | Валерій Руденко                 |
| № 1758                             |            | Серія «Збройні формації Української революції 1917—1921 років»: - «Козак кінного полку Чорних запорожців» | 8,00 гривні          | 9 червня 2019 року     | 130 000 | Валерій Руденко                 |
| № 1759                             |            | Марка «Слава Україні!» | Літерний номінал «V» | 27 червня 2019 року    | 100 000 | Ольги Верменич                  |
| № 1760                             |            | Серія «Краса і велич України»: - Марка «Терикони, м. Макіївка» | 8,00 гривні          | 5 липня 2019 року      | 130 000 | Олександра Калмикова            |
| Блок В_173 (№ 1761—1764)           |            | Серія «Краса і велич України. Блок Донецька область»: - Свято-Успенська Святогірська лавра, Святогірськ; - Заповідник «Кам'яні могили», с. Назарівка; - Білосарайський маяк; - Терикони, смт Курахівка | 4 х 8,00 гривні      | 5 липня 2019 року      | 30 000  | Олександра Калмикова            |
| Блок В_174 (№ 1765—1766)           |            | Блок «100 років. Одеська кіностудія»: - Вхідні ворота; - Перший павільйон | 2 х 15,00 гривні     | 19 липня 2019 року     | 35 000  | Ірина Медведовська              |
| Блок В_175 (№ 1767—1771)           |            | Блок «Мезинський національний природний парк»: - Зозуля звичайна (Cuculus canorus); - Козуля європейська (Capreolus capreolus); - Плавун щитолистий (Nymphoides peltatum); - Ведмедиця-господиня (Callimorpha dominula); - Вовк звичайний (Canis lupus L.) | 5 х 8,00 гривні      | 27 липня 2019 року     | 35 000  | Наталія Кохаль                  |
| № 1772                             |            | Марка «Пантелеймон Куліш (1819—1897)» | 8,00 гривні          | 2 серпня 2019 року     | 130 000 | Микола Кочубей                  |
| № 1773                             |            | Марка «Собор Святої Софії. Рим» | 10,00 гривні         | 20 серпня 2019 року    | 130 000 | Харук Олександр та Харук Сергій |
| № 1774                             |            | Серії «Українська вишивка — код нації»: - «Сорочка (фрагмент). Чернівецька обл.» | 8,00 гривні          | 23 серпня 2019 року    | 140 000 | Немає даних                     |
| № 1775                             |            | Серії «Українська вишивка — код нації»: - «Сорочка (фрагмент). Черкаська обл.» | 8,00 гривні          | 23 серпня 2019 року    | 140 000 | Немає даних                     |
| № 1776                             |            | Серії «Українська вишивка — код нації»: - «Сорочка (фрагмент). Волинська обл.» | 15,00 гривні         | 23 серпня 2019 року    | 140 000 | Немає даних                     |
| № 1777                             |            | Серії «Українська вишивка — код нації»: - «Сорочка (фрагмент). Чернігівська обл.» | 15,00 гривні         | 23 серпня 2019 року    | 140 000 | Немає даних                     |
| № 1778                             |            | Марка «Вишгородська ікона Божої Матері» | 10,00 гривні         | 28 серпня 2019 року    | 130 000 | Харук Олександр та Харук Сергій |
| № П-24                             |            | Проект «Власна марка»: - Поштова марка персоніфікована Логотип Укрпошти | Літерний номінал «V» | 10 вересня 2019 року   | 130 000 | Немає даних                     |
| № 1779                             |            | Марка «1000 років з початку правління Ярослава Мудрого» | 10,00 гривні         | 20 вересня 2019 року   | 130 000 | Микола Кочубей                  |
| № 1780                             |            | Марка «145 років Всесвітньому поштовому союзу» | Літерний номінал «Z» | 8 жовтня 2019 року     | 130 000 | ВПС                             |
| № 1781                             |            | Марка «Захар Беркут» | 8,00 гривні          | 10 жовтня 2019 року    | 130 000 | Немає даних                     |
| Блок В_176: (№ 1782 № 1783 № 1784) |            | Блок серії «Славетні роди України» № 176 «Ґалаґани» з трьох марок: - № 1782 «Герб роду Ґалаґанів»; - № 1782 «Колегія Павла Ґалаґана»; - № 1782 «Григорій Ґалаґан»; | 10,00 гривень        | 10 жовтня 2019 року    | 30 000  | Володимир Таран                 |
| № 1785                             |            | Серія «Краса і велич України»: - Марка «Архангел Михаїл (мозаїка). Київ» | 8,00 гривні          | 6 листопада 2019 року  | 130 000 | Немає даних                     |
| № 1786                             |            | Марка «Шістдесятники. Іван Світличний (1929—1992)» | 8,00 гривень         | 22 листопада 2019 року | 130 000 | Василь Василенко                |
| Блок ? (№ 1787—1794)               |            | Блок серії «Червона книга України. Прісноводні риби»: - «Йорж-носар Gymnocephalus acerinus». - «Стерлядь Acipenser ruthenus». - «Карась золотий Carassius carassius». - «Пічкур-білопер дунайський Romanogobio uranoscopus». - «Марена Валецького Barbus waleckii». - «Минь річковий Lota lota». - «Мересниця озерна Rhynchocypris percnurus». - «Чіп малий Zingel streber». | 8,00 гривні          | 17 грудня 2019 року    | 35 000  | Наталія Кохаль                  |
| Блок ? (№ 1795—1799)               |            | Блок серії Веселих свят!": - «Святий Миколай». - «Різдво». - «Новий рік». - «Маланка». - «Водохреща». | Літерний номінал «V» | 18 грудня 2019 року    | 50 000  | Анна Мансурова                  |
| Блок В_177 (№ 1800—1803)           |            | Блок «Краса і велич України. Львівська область»: - «Віктор Жмак. Вид на Домініканський собор»; - «Свірзький замок, с. Свірж»; - «Церква Святого Миколая (Шевченківський Гай), Львів»; - «Кам'янський водоспад». | 4 х 8,00 гривень     | 19 грудня 2019 року    | 30 000  | Олександра Калмикова            |
| № 1804                             |            | Серія «Краса і велич України»: - Марка «М. Кісільов, Перед дощем, Львів» | Літерний номінал «V» | 19 грудня 2019 року    | 130 000 | Олександра Калмикова            |

## Конверти першого дня гашення
| № у каталозі | Конверт | Штемпель | Опис та джерело                              | Дата введення в обіг   | Тираж | Дизайн                          |
| ------------ | ------- | -------- | -------------------------------------------- | ---------------------- | ----- | ------------------------------- |
| № КПД ?      |         |          | 100 років проголошення Акта Злуки УНР — ЗУНР | 22 січня 2019 року     | ? 000 | О. Верменич                     |
| № КПД ?      |         |          | Кімерійці                                    | 27 лютого 2019 року    | ? 000 | Олександр Харук та Сергій Харук |
| № КПД ?      |         |          | Валерій Лобановський. 1939—2002              | 18 квітня 2019 року    | 2 000 | Василь Василенко                |
| № КПД 721    |         |          | Захар Беркут                                 | 9 жовтня 2019 року     | 2 300 | автор                           |
| № КПД 722    |         |          | Галагани                                     | 10 жовтня 2019 року    | 2 300 | Володимир Таран                 |
| № КПД 704    |         |          | Архангел Михаїл                              | 6 листопада 2019 року  | 3 000 | Олександра Калмикова            |
| № КПД 723    |         |          | Іван Світличний Шістдесятники                | 22 листопада 2019 року | 2 000 | Василь Василенко                |